# Domination (Morbid Angel)
Domination è il quarto album in studio del gruppo musicale death metal statunitense Morbid Angel, pubblicato nel 1995 dalla Earache Records in Europa e dalla Giant Records negli Stati Uniti d'America.

## Tracce
1. Dominate – 2:39 (Azagthoth/Vincent)
2. Where the Slime Live – 5:26 (Azagthoth/Vincent)
3. Eyes to See, Ears to Hear – 3:52 (Rutan/Azagthoth/Vincent)
4. Melting – 1:20 (Rutan)
5. Nothing but Fear – 4:31 (Rutan/Vincent)
6. Dawn of the Angry – 4:39 (Azagthoth/Vincent)
7. This Means War – 3:12 (Rutan/Vincent)
8. Caesar's Palace – 6:20 (Azagthoth/Vincent)
9. Dreaming – 2:17 (Azagthoth)
10. Inquisition (Burn with Me) – 4:33 (Azagthoth/Vincent)
11. Hatework – 5:47 (Rutan/Vincent)

## Formazione
- David Vincent - basso e voce
- Trey Azagthoth - chitarra e tastiera
- Pete Sandoval - batteria
- Erik Rutan - chitarra e tastiera